# Afro-Turcs
Les Afro-Turcs ou Zenci (turc : Afrikalı Türkler, Zenci) sont des Turcs d'origine subsaharienne, qui trouvent leur origine dans la traite des esclaves ottomans comme les Afro-Abkhazes. Leur nom provient des Zanj (Bantous).
La population afro-turque est estimée entre 5 000 et 20 000 personnes. Les Afro-Turcs se distinguent des immigrés africains en Turquie,.

## Dénomination
Historiquement, les ancêtres des Turcs noirs étaient appelés les Zenci, mot dont la forme turcique ottomane provient du terme zanji ou zangi.

## Histoire des Afro-Turcs
Il y a plusieurs siècles, un certain nombre d'Africains subsahariens, généralement via Zanzibar sous le nom de Zanj et d'endroits tels que le Niger, le Kenya la région du Soudan globalement, mais aussi depuis l'Arabie et la Libye, ont été déportés dans l'Empire ottoman colonisé par les vallées de Dalaman, Menderes et Gediz, Manavgat et Çukurova. Certains d'entre eux ont été emmenés de force lorsque l'Empire ottoman pratiquait le commerce d'esclaves afin de travailler dans les maisons pour les fermes,.
Les quartiers africains d'Izmir du XIXe siècle, dont Sabırtaşı, Dolapkuyu, Tamaşalık, İkiçeşmelik et Ballıkuyu, sont mentionnés dans les archives contemporaines.

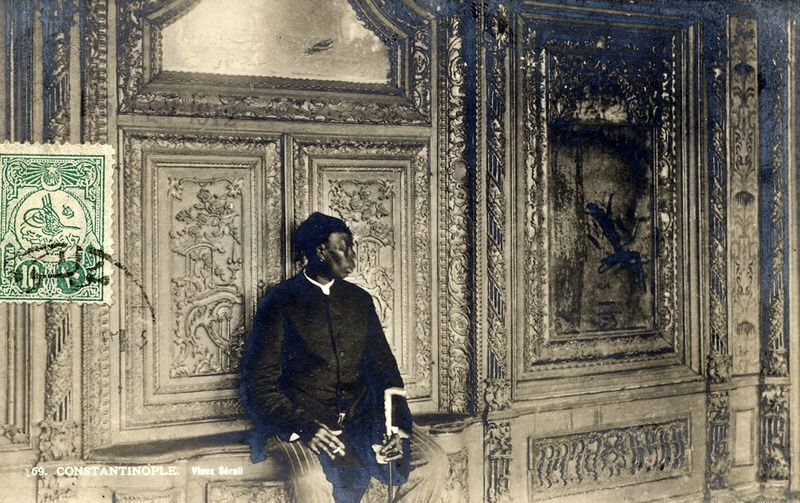
Chef eunuque noir du harem impérial en 1912.

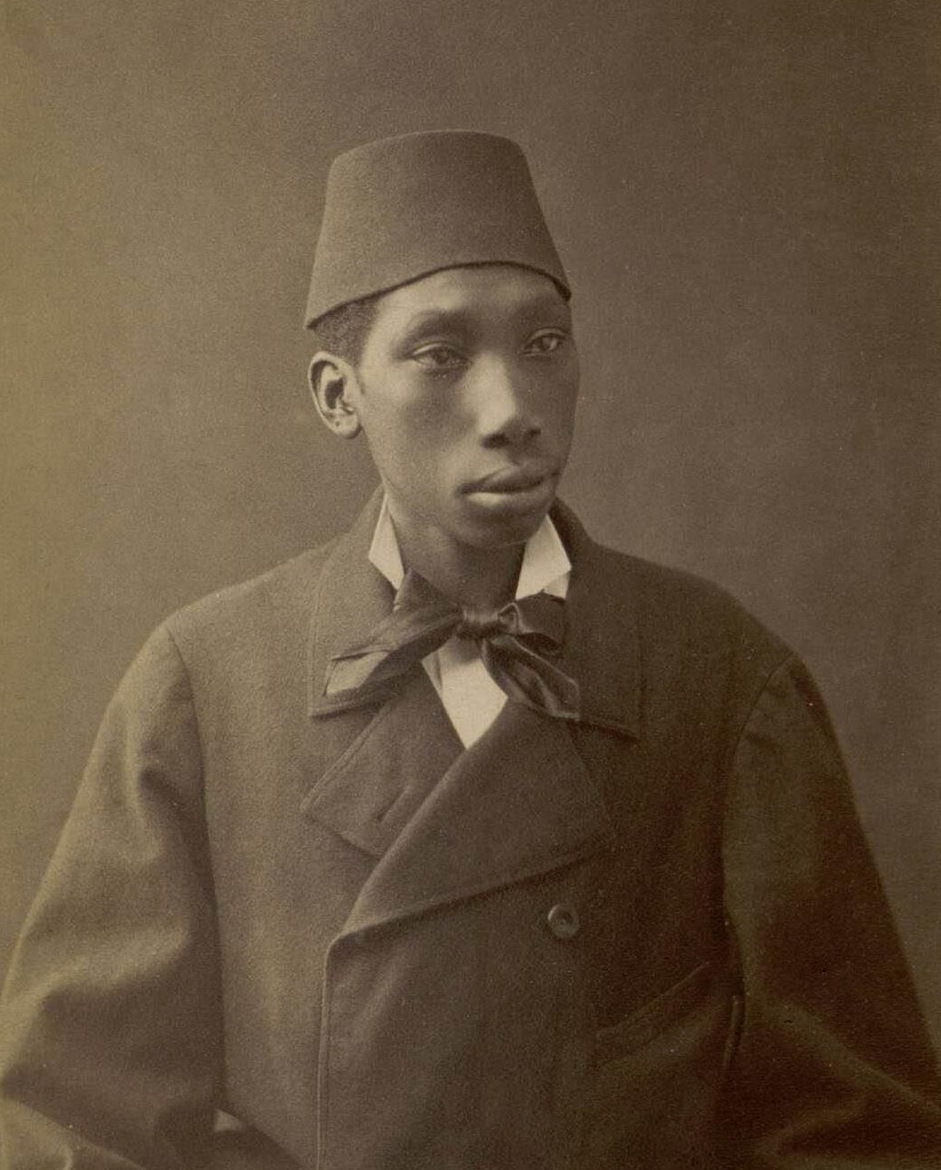
Eunuque noir du sultan ottoman des années 1870.

Certains sont venus de Crète à la suite de l'échange de population entre la Grèce et la Turquie en 1923. Ils se sont installés sur la côte égéenne, principalement autour d'Izmir. Les Subsahariens d'Ayvalık déclarent que leurs ancêtres de Crète parlaient grec lorsqu'ils sont venus en Turquie et ont appris le turc plus tard. Les Afro-Turcs vivant à Izmir ont célébré la fête traditionnelle du printemps Dana Bayramı (« Festival du Veau ») jusque dans les années 1960. Dana Bayramı a actuellement été relancé parmi la jeune génération d'Afro-Turcs,.

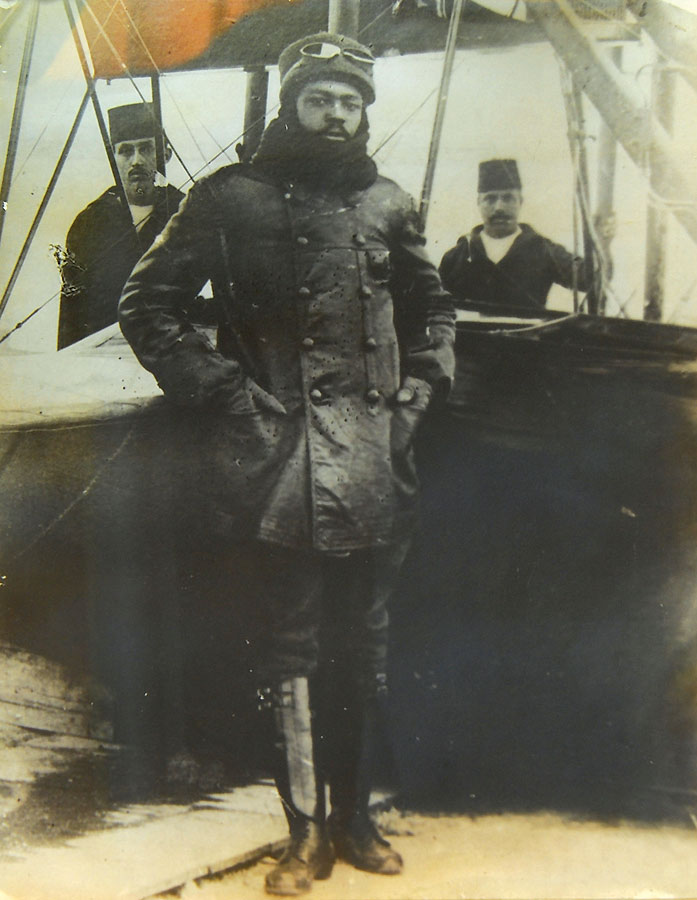
Ahmet Ali Çelikten, qui fut le premier pilote noir de l'histoire de l'aviation.

Ahmet Ali Çelikten, était un pilote de guerre ottoman pendant la Première Guerre mondiale.
Les zones avec des populations importantes d'Afro-Turcs se trouvent dans la région turque de la mer Égée et de Marmara, en particulier les provinces d'Istanbul, d'Izmir, d'Aydın et de Muğla. Des personnes d'ascendance africaine vivent également dans certains villages et municipalités des provinces d'Antalya et d'Adana. Certains des descendants des colons africains restent, mélangés avec le reste de la population dans ces régions et beaucoup ont migré vers les grandes villes. La migration et l'assimilation rendent difficile l'estimation précise du nombre d'Afro-Turcs.